# سانت فلیو د گیکسلس
سانت فلیو د گیکسلس (به اسپانیایی: Sant Feliu de Guíxols) یک شهرستان در اسپانیا است که در استان خرنا واقع شده‌است.

## خصوصیات
سانت فلیو د گیکسلس ۱۵٫۶۲ کیلومترمربع مساحت و ۲۱٫۹۶۱ نفر جمعیت دارد و ۴ متر بالاتر از سطح دریا واقع شده‌است.